# Husum (Dolna Saksonia)
Husum – miejscowość i gmina w Niemczech w kraju związkowym Dolna Saksonia, w powiecie Nienburg (Weser), wchodzi w skład gminy zbiorowej Mittelweser.
Do 31 października 2011 gmina należała do gminy zbiorowej Landesbergen.